# 三好政康
三好政康（1528年－1615年6月3日），三好政長之子，三好政勝之兄。三好氏重臣，三好三人眾之一。出家後名為三好清海入道。
1573年被織田信長擊敗之後，之後成為豐臣秀吉家臣。秀吉死後，德川家康已經開始取代豐臣家，仍然效忠豐臣家，1615年以87歲高齡參與大坂之陣，最後戰死。
在日本的一些民间传说和文艺作品中，三好清海入道其实跟三好家家臣三好政康是同一个人。但史书中并没有记载。而到大坂夏之阵时，即使三好政康仍然活着，也年事已高，不可能再作为兵士或忍者作战。所以三好清海入道可能是以三好政康为模型杜撰出来的人物，或是三好家的后人。